# 松下長綱
松下 長綱（まつした ながつな）は、江戸時代前期の大名。陸奥国二本松藩の第2代藩主、陸奥三春藩主。官位は従五位下・石見守。

## 生涯
慶長15年（1610年）、二本松藩初代藩主・松下重綱の長男として誕生。寛永4年（1627年）に父が死去したため家督を継いだが若年を理由に、寛永5年（1628年）1月に陸奥三春藩3万石に移封された。寛永13年（1636年）、従五位下、石見守に叙位・任官する。
しかし寛永21年（1644年）4月10日、乱心したとして改易され、その身柄は縁戚に当たる土佐藩主・山内忠義に預けられた。一説には、長綱に代わって二本松に移封されていた加藤明利ら加藤家の者が前年に悉く改易されており、その縁戚に当たることから連座的な改易を受けたとされる。
その後、長綱は土佐国の久万村で余生を過ごした。万治元年（1658年）9月10日に死去した。享年49。松下家の家督は次男・長光が継ぎ、寄合旗本として存続した。

## 系譜
- 父：松下重綱（1579-1627）
- 母：星覚院 - 加藤嘉明の長女
- 正室：喜与 - 山内忠義の娘
  - 長男：松下豊綱（1640-1657）
- 生母不明の子女
  - 次男：松下長光
  - 女子：宮城和澄正室